# Jazīrat Suhayl
Jazīrat Suhayl är en ö i Egypten.   Den ligger i guvernementet Assuan, i den sydöstra delen av landet, 700 km söder om huvudstaden Kairo.